# آبشار چاسم
آبشار چاسم (به انگلیسی: Chasm Falls) آبشاری است که در پارک ملی کوه راکی، کلرادو واقع شده و ارتفاع کلی ریزشگاه آن ۲۵ فوت (۷٫۶ متر) است.